# Leeroy Jenkins

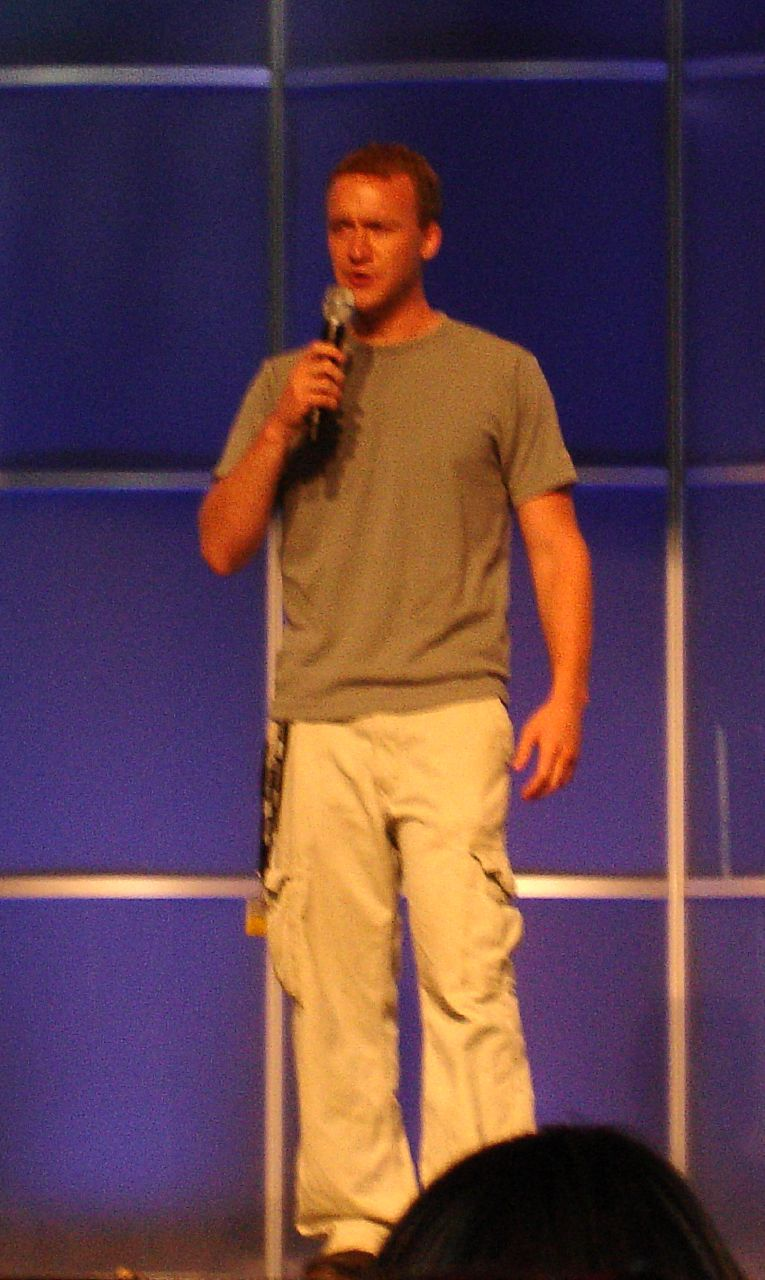
Ben Schultz: Leeroy Jenkins megalkotója

Leeroy Jenkins egy internetes mém, egy Ben Schultz által alakított szereplő neve a Blizzard népszerű videójátékában, a World of Warcraftban. A mém elsősorban egy Machinima videónak köszönheti népszerűségét.
Leeroy népszerűsége egy közel 3 perces videó megjelenésével kezdődött, amit a WoW Laughing Skull PvP realmjén, az Alliance oldalán játszó "Pals for Life" guild tett közzé a WoW fórumokon. A videón egy csapat játékos taktikai megbeszélése látható, ám az egyikük (Leeroy) nem volt gépnél. A csapat terve azonnal rombadől, mikor Leeroy visszatér a géphez, mert figyelmen kívül hagyva az egész addigi beszélgetést berohan a szörnyektől hemzsegő terembe, miközben a saját nevét üvölti csatakiáltás gyanánt. A társai utánarohannak, hogy megállítsák, de a csata körülbelül másfél perc múlva a csapat halálával végződik. Leeroy válasza a társai reakcióira "at least I have chicken" szintén sok paródia tárgyát képezte.
2005 augusztusában a PC Gamer UK kiadásában megjelent egy cikk a videóról, "Ballad of Leeroy Jenkins" (Leeroy Jenkins balladája) címmel. A cikk negatív kommentárral ír az afféle "kocka-guildekről", akik aprólékosan, statisztikai elemzések mellett, és mindazon komolysággal terveznek meg raid-eket, ahogy a katonai haditerveket szokták. Valójában Leeroy  egy hős aki a saját guildjének beteges "kockasága" ellen lép fel.

## Kereskedelmi megjelenése
A karakter népszerűsége a World of Warcraft kártyajátékban való megjelenésében is megmutatkozik. Ahogy a videóban is láthatjuk, Leeroy "léte" hátrányos a csapat többi játékosa számára, kifárasztja őket az aktuális, és következő körre. Ám ez a hatás nem kizárólag negatív: Bár senki nem támadhat, Leeroy-jal a játékos azonnal képes rá, megismételve Leeroy híres/hírhedt üvöltését. Támadóereje rendkívül magas ahhoz képest, hogy milyen hatásai vannak a lapnak. Életereje viszont elég alacsony, az ellenfelek könnyedén elbánhatnak vele az elkövetkező körökben.
Az Upper Deck Entertainment tervei között szerepel, hogy a Blizzard-dal közösen piacra dobnak egy "World of Warcaft Miniatures" játékot 2008 vége felé, mely tartalmazni fog egy Leeroy Jenkins figurát is.

## Népszerűsége
A South Park "Világok harca" című epizódja paródia a WoW egész világáról. Ebben a részben a 4 srác ellenfele egy "Jenkins" nevű karakter volt.
Leeroy Jenkins manapság már afféle legendaként él a WoW játékosok között: Blizzard is bevezetett egy megszerezhető címet a játékosok számára. Az kapja meg, aki 15 másodpercen belül megöl 50 Dragon Whelp-et a videón láthatók közül.

## Fordítás
- Ez a szócikk részben vagy egészben  a   Leeroy Jenkins című angol Wikipédia-szócikk fordításán alapul.  Az eredeti cikk szerkesztőit annak laptörténete sorolja fel. Ez a jelzés csupán a megfogalmazás eredetét és a szerzői jogokat jelzi, nem szolgál a cikkben szereplő információk forrásmegjelöléseként.